# О’Риган, Шеймус
Шеймус Томас Харрис О’Риган (англ. Seamus Thomas Harris O'Regan; род. 18 января 1971, Сент-Джонс) — канадский журналист и политик, занимавший пост министра природных ресурсов с 2019 по 2021 год, член Либеральной партии, министр труда (2021—2024) и министр по делам пожилых граждан (2023—2024).

## Биография
Родился в Сент-Джонсе (Ньюфаундленд и Лабрадор), провёл детство в Гуз-Бей. Изучал политику в Университете Святого Франциска Ксаверия и в Университетском колледже Дублина, а рыночную стратегию — в бизнес-школе INSEAD близ Парижа. Получил степень магистра философии в Кембриджском университете, защитив диссертацию о роли коренных народов в развитии современных технологий использования природных ресурсов.
В 10-летнем возрасте стал корреспондентом радиостанции CBC Radio, после университета занимался политикой на местном и федеральном уровне. В 2000 году стал ведущим новостной телевизионной программы The Chatroom на канадском телеканале MTV.
В 2001 году стал соведущим утренней программы Canada AM на телеканале CTV News, в ноябре 2011 года занял должность корреспондента той же телекомпании, а в 2012 году оставил её.
21 октября 2015 года в качестве кандидата Либеральной партии победил на парламентских выборах в округе Южный Сент-Джонс — Маунт-Перл обладателя этого мандата, представителя Новой демократической партии Райана Клири.
28 августа 2017 года премьер-министр Джастин Трюдо ввиду образовавшейся вакансии произвёл в своём правительстве серию перестановок, в результате которых О’Риган получил портфель министра по делам ветеранов.
14 января 2019 года перемещён в кресло министра по делам коренных народов.
20 ноября 2019 года по итогам новых парламентских выборов Либеральная партия сформировала кабинет меньшинства, в котором О’Риган был назначен министром природных ресурсов.
20 сентября 2021 года досрочные парламентские выборы принесли О’Ригану в его округе Южный Сент-Джонс — Маунт-Перл победу с результатом 56,2 %. Основной соперник, Рэй Критч (Ray Critch) от Новой демократической партии, набрал лишь 23,3 % голосов.
26 октября 2021 года приведён к присяге новый состав правительства Трюдо, в котором О’Риган получил портфель министра труда.
26 июля 2023 года в ходе серии кадровых перемещений в правительстве Трюдо назначен в дополнение к имеющейся должности министром по делам пожилых граждан.
19 июля 2024 года ушёл в отставку с министерских должностей по семейным обстоятельствам.

## Карьера
Работал помощником министра окружающей среды Жана Шареста в Оттаве и министра юстиции Эдварда Робертса в Сент-Джонс, а также был политическим советником и спичрайтером премьер-министра Ньюфаундленда и Лабрадора Брайана Тобина. В декабре 1999 года О’Реган был назван Maclean’s одним из 100 молодых канадцев, за которыми стоит наблюдать в XXI веке.
В 2000 году О’Риган присоединился к программе текущих событий ток-шоу, the chatroom. Он приступил к своим обязанностям в Canada AM 19 декабря 2001 г. 8 ноября 2011 г. он объявил, что покидает Canada AM 24 ноября 2011 г., чтобы стать корреспондентом CTV National News. О’Реган покинул CTV в 2012 году. После ухода с CTV он иногда был ведущим на радиостанции CFRB в Торонто, и работал над независимыми телевизионными постановками, а также в качестве медиа-новатора в резиденции в Университет Райерсона. О’Реган также занимал должность исполнительного вице-президента по коммуникациям Stronach Group.

## Личная жизнь
9 июля 2010 года вступил в официальный однополый брак со Стивом Дуссисом (Steve Doussis).
В январе 2016 года завершил курс лечения от алкоголизма.